# 侍講
侍講（じこう）は、君主に仕え、学問を講義すること。また、その役。侍読（じとう、じどく）ともいった。奈良時代から天皇、皇太子、親王に侍講や侍読を付けた。

## 明治官制
明治時代にあっては、天皇や皇太子について書物の講義をする官職である。ただし、皇后や皇太后にも進講は行われた。
『太政類典』によると明治元年6月15日に「侍読ヲ設ク」という記事があり、皇学所御用掛をもって侍講に任じられたのが平田延胤（大角）、漢学所御用掛をもって侍講に任じられたのが中沼了三（葵園）であった。『太政類典』の同日の記事は題では「侍読」であるが、本文では「侍講」となっており、また『明治天皇紀』では「侍読」である。
『明治天皇紀』によると、その後、明治3年12月4日に加藤弘之、明治4年5月30日に中沼に代わって元田永孚、同年8月15日に西周が「侍読」に任じられている。
明治8年1月には「侍読」を改称して「侍講」の制を定めて宮内省官制の中に位置づけ、福羽美静が二等侍講、加藤弘之が三等侍講、元田永孚が四等侍講に任じられた。
明治10年8月には侍講局が設置され、明治12年には御系譜掛や御陵墓掛なども包摂して組織は拡大した。
しかし、侍講の制は明治18年10月で廃止となり、侍講局の業務も次第に解体されて明治19年2月の官制改正により廃止された（文書は図書寮へ引き継がれた）。
なお、皇太子の教育係としての東宮侍講はその後も任じられ、嘉仁親王（後の大正天皇）の東宮侍講として川田甕江や三島中洲が任じられている。